# Krupińskie
Krupińskie – wieś w Polsce, położona w województwie mazowieckim, w powiecie węgrowskim, w gminie Sadowne. Ma status sołectwa.
W latach 1975–1998 wieś administracyjnie należała do województwa siedleckiego.
Wierni Kościoła rzymskokatolickiego należą do parafii św. Jana Chrzciciela w Sadownem.